# Amos Arbour
Amos »Butch« Arbour, kanadski hokejist, * 26. januar 1895, Waubaushene, Ontario, Kanada, † 1. november 1943. 
Igral je na položaju levega krilnega napadalca za NHL moštva Montreal Canadiens, Hamilton Tigers in Toronto St. Patricks. V ligi NHL je skupaj igral 6 sezon. Bil je veteran prve svetovne vojne.

## Kariera
Kariero je začel v lokalnem klubu Victoria Harbour Station, od koder je prestopil naravnost v Montreal Canadiense in z njimi leta 1916 osvojil Stanleyjev pokal. Zatem je igral za vojaško NHA moštvo 228. bataljon iz Toronta. Leta 1917 se je pridružil vojski, a se je leta 1918 lahko zopet priključil Canadiensom in z njimi igral v finalu Stanleyjevega pokala 1919, ki je bilo po petih tekmah odpovedano zaradi epidemije španske gripe. Leta 1921 je bil del menjave Canadiensov z moštvom Hamilton Tigers, ki je imela za posledico prestop Arbourja in Harryja Mummeryja v Hamilton, medtem ko je v obratni smeri potoval Sprague Cleghorn. Po eni sezoni igranja za moštvo Toronto St. Patricks se je Arbour leta 1924 upokojil.

## Pregled kariere
Odebeljeno - reprezentančni nastopi, glej tudi Statistika pri hokeju na ledu.
| Moštvo                   | Liga             | Sezona |    | Redni del | Redni del | Redni del | Redni del | Redni del | Redni del |   | Končnica | Končnica | Končnica | Končnica | Končnica | Končnica |
| ------------------------ | ---------------- | ------ | -- | --------- | --------- | --------- | --------- | --------- | --------- | - | -------- | -------- | -------- | -------- | -------- | -------- |
| Moštvo                   | Liga             | Sezona | OT | G         | P         | T         | +/-       | KM        | OT        | G | P        | T        | +/-      | KM       |          |          |
| Victoria Harbour Station | OHA-Ml.          | 14/15  |    |           |           |           |           |           |           |   |          |          |          |          |          |          |
| Montreal Canadiens       | NHA              | 15/16  |    | 20        | 5         | 0         | 5         |           | 6         |   |          |          |          |          |          |          |
| Montreal Canadiens       | Stanleyjev pokal | 15/16  |    |           |           |           |           |           |           |   | 4        | 3        | 0        | 3        | 0        | 11       |
| 228. bataljon iz Toronta | NHA              | 16/17  |    | 10        | 14        | 3         | 17        |           | 6         |   |          |          |          |          |          |          |
| Montreal Canadiens       | NHL              | 18/19  |    | 1         | 0         | 0         | 0         |           | 0         |   |          |          |          |          |          |          |
| Montreal Canadiens       | NHL              | 19/20  |    | 22        | 21        | 5         | 26        |           | 13        |   |          |          |          |          |          |          |
| Montreal Canadiens       | NHL              | 20/21  |    | 23        | 15        | 3         | 18        |           | 40        |   |          |          |          |          |          |          |
| Hamilton Tigers          | NHL              | 21/22  |    | 23        | 9         | 6         | 15        |           | 8         |   |          |          |          |          |          |          |
| Hamilton Tigers          | NHL              | 22/23  |    | 23        | 6         | 3         | 9         |           | 12        |   |          |          |          |          |          |          |
| Toronto St. Patricks     | NHL              | 23/24  |    | 21        | 1         | 3         | 4         |           | 4         |   |          |          |          |          |          |          |
| Skupaj                   |                  |        |    | 143       | 71        | 23        | 94        |           | 89        |   | 4        | 3        | 0        | 3        | 0        | 11       |

## Dosežki
- Zmagovalec Stanleyjevega pokala (s klubom Montreal Canadiens) - 1915/16